# Helena de Kay Gilder

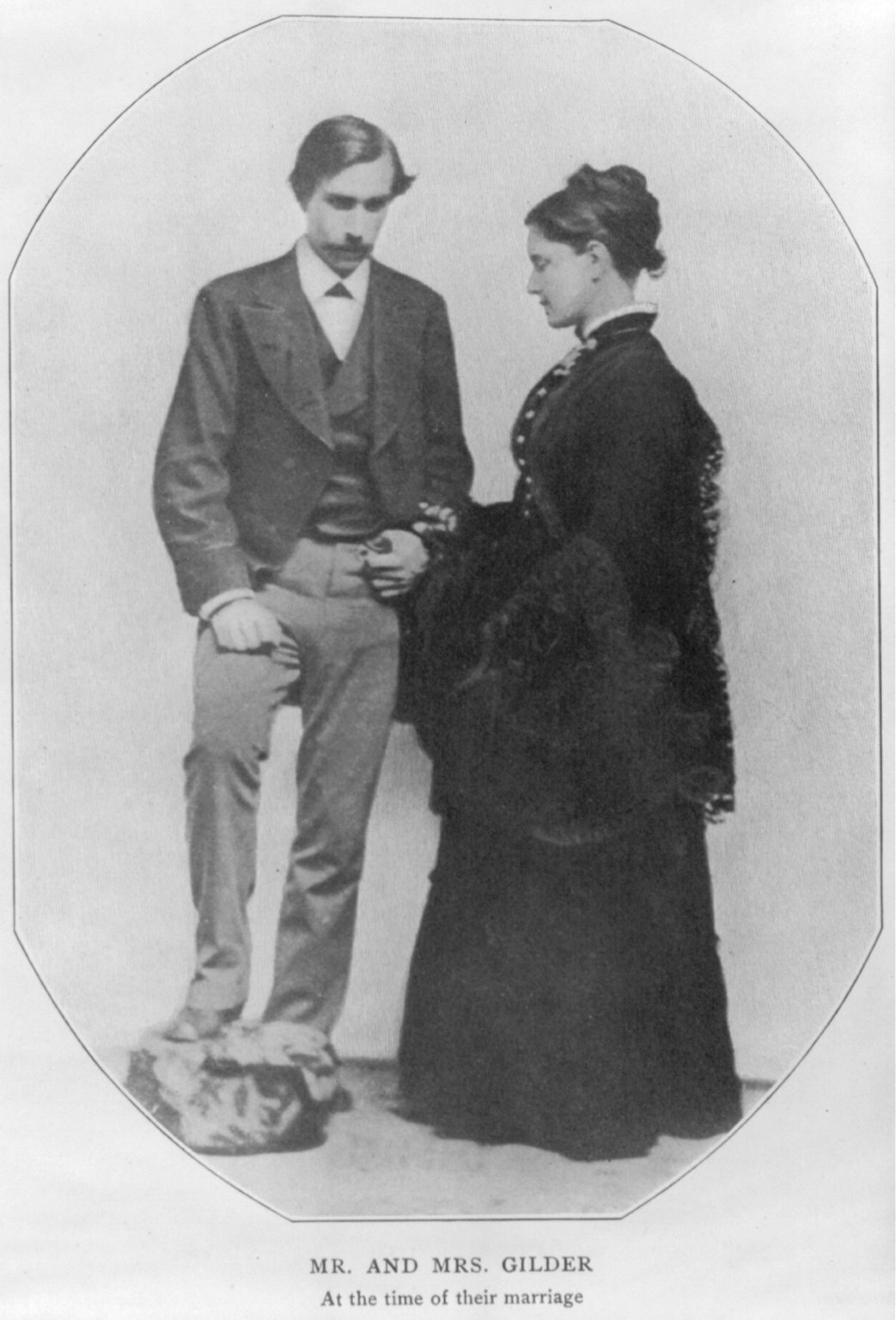
Sarah Helena de Kay und Richard Watson Gilder zum Zeitpunkt ihrer Heirat 1874

Sarah Helena de Kay Gilder (* 3. Juli 1846 in New York City; † 30. Mai 1916 ebenda) war eine US-amerikanische Malerin und Kunstförderin. Sie war zudem Mitbegründerin bedeutender Künstlervereinigungen im späten 19. Jahrhundert. Sie spielte eine zentrale Rolle im kulturellen Leben New Yorks und setzte sich zeitlebens für die Förderung von Kunst, Künstlern und insbesondere Künstlerinnen ein.

## Leben
Helena de Kay war das sechste von insgesamt sieben Kindern des Marineoffiziers George Coleman de Kay und seiner Frau Janet Drake de Kay. Nach dem frühen Tod ihres Vaters zog die Familie im Jahr 1848 nach Dresden, wo Helena eine umfassende Ausbildung in Sprachen und Kunst erhielt. 1861 kehrte die Familie in die USA zurück und ließ sich in Newport, Rhode Island, nieder. Dort begegnete sie unter anderem dem Schriftsteller Henry James und dem Künstler John LaFarge, der ihr Mentor wurde. Ab 1866 studierte de Helena de Kay an der Free School of Art for Women der Cooper Union in New York City und besuchte zusätzlich Kurse der Ladies Art Association und der National Academy of Design (NAD). In dieser Zeit engagierte sie sich für die Gleichstellung von Frauen in der künstlerischen Ausbildung und nahm 1871 am ersten Aktzeichnungsunterricht für Frauen an der NAD teil. 1872 lernte sie den Schriftsteller und Redakteur Richard Watson Gilder kennen, den sie 1874 heiratete. Das Ehepaar Gilder verwandelte sein gemeinsames Haus The Studio in New York in einen Treffpunkt für Künstler, Schriftsteller, Musiker und Intellektuelle. Zu den Gästen zählten unter anderem Emma Lazarus, Mark Twain, Henry James, Walt Whitman und Edith Wharton. Ihre Salons galten als bedeutende kulturelle Foren ihrer Zeit.
Aus Unzufriedenheit mit der konservativen Ausrichtung der National Academy of Design gründete Helena de Kay im Jahr 1875 gemeinsam mit anderen Künstlerinnen und Künstlern die Art Students League. Diese orientierte sich am europäischen Ateliermodell und förderte Geschlechtergleichheit in der Lehre. 1877 war Helena de Kay Gilder Mitinitiatorin der Society of American Artists, die sich als Ausstellungsplattform für avantgardistische Kunst verstand und Künstlerinnen aktiv einbezog. Beide Institutionen erlangten große Bedeutung im US-amerikanischen Kunstbetrieb. Ab 1881 verbrachte das Ehepaar die Sommermonate in Marion, Massachusetts, wo sie mit dem Gilder Lodge und dem Old Stone Studio einen weiteren kulturellen Treffpunkt etablierten. Zu den Gästen zählten unter anderem der Bildhauer Augustus Saint-Gaudens und die First Lady Frances Cleveland. Später zog die Familie für die Sommer nach Tyringham in den Berkshires.
Helena de Kay und Richard Watson Gilder hatten sieben Kinder, von denen fünf das Erwachsenenalter erreichten. Nach dem Tod zweier Kinder in jungen Jahren und der Geburt ihrer jüngsten Tochter im Jahr 1891 zog sich Helena zunehmend aus der aktiven Kunstproduktion zurück und widmete sich der Familie sowie der Förderung anderer Künstlerinnen und Künstler. In den 1890er Jahren engagierte sich Helena de Kay Gilder öffentlich gegen das Frauenwahlrecht. Sie war Mitglied der New York State Association Opposed to Woman Suffrage und sprach im Jahr 1894 vor dem Senat des Bundesstaates. Sie vertrat die Position, dass Frauen ihre Rolle als Hüterinnen des Familienlebens durch politische Beteiligung gefährdet sähen. Ihre Argumente veröffentlichte sie in Form eines offenen Briefes, der überregionale Aufmerksamkeit erlangte.
Nach dem Tod ihres Ehemanns im Jahr 1909 zog sich Helena de Kay Gilder weitgehend aus dem öffentlichen Leben zurück. Sie starb 1916 im Alter von 70 Jahren und wurde neben ihrem Mann in Bordentown, New Jersey, beigesetzt. Sie gilt als einflussreiche Gestalt der amerikanischen Kunst- und Kulturszene des späten 19. Jahrhunderts. Ihre Initiativen zur institutionellen Förderung von Künstlerinnen sowie ihre Rolle bei der Herausbildung alternativer Ausstellungs- und Bildungsformate prägen ihr historisches Vermächtnis.

## Werk

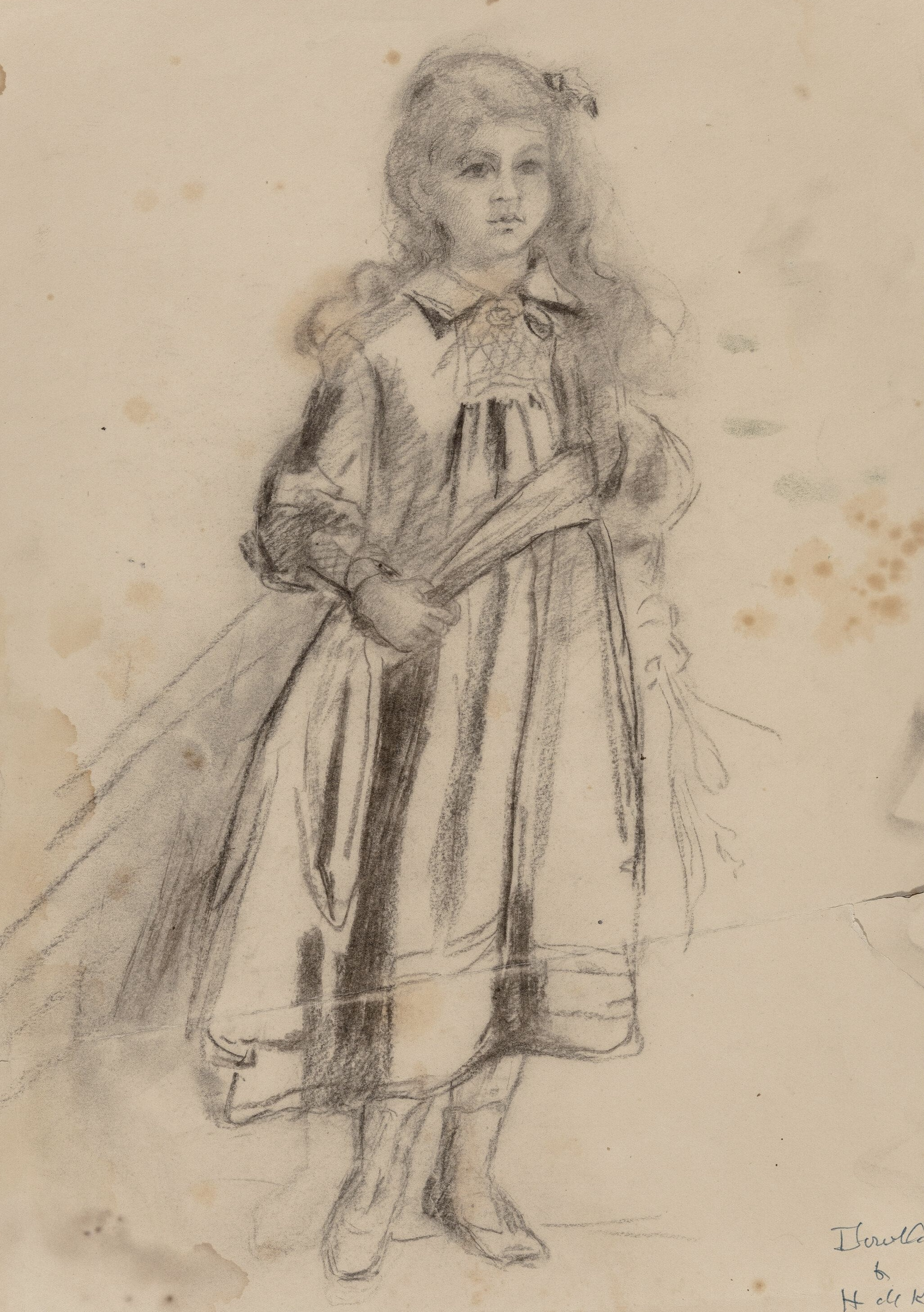
Helena de Kay Gilder: Porträt von Dorothea

Helena de Kay Gilder wurde vor allem für ihre Porträts, Illustrationen und Blumenstillleben bekannt. In ihren Arbeiten ist der Einfluss der Präraffaeliten erkennbar. Zudem zeichnen sie sich durch eine Detailverliebtheit aus, die mit einer subtilen Farbpalette verbunden ist. Sie illustrierte unter anderem Bücher ihres Ehemannes sowie anderer zeitgenössischer Schriftsteller. Durch ihr Engagement für die Art Students League trug sie entscheidend zur Professionalisierung der Kunstausbildung in den Vereinigten Staaten bei.